# Sergei Kondratjewitsch Gorjunow
Sergei Kondratjewitsch Gorjunow (russisch Сергей Кондратьевич Горюнов; * 25. Septemberjul. / 7. Oktober 1899greg. in Uschakowka, Gouvernement Simbirsk, Russisches Kaiserreich; † 2. Oktober 1967 in Kiew, Sowjetunion) war ein sowjetisch-russischer Generaloberst und Held der Sowjetunion.

## Leben
Im Mai 1918 trat Gorjunow als Freiwilliger in die Rote Armee ein und nahm als Soldat am Russischen Bürgerkrieg teil. Im September 1919 wurde er verwundet. Seit März 1920 war er Mitglied der WKP(B), der späteren KPdSU. Als Bataillonskommandeur nahm er 1921 an den Kämpfen in der Mongolei gegen die Truppen des Barons von Ungern-Sternberg teil. 1932 absolvierte Gorjunow die Militärakademie für Ingenieure der Luftstreitkräfte „Prof. N. J. Schukowski“ in Moskau und diente anschließend in den Luftstreitkräften der Baltischen Flotte. Im August 1938 nahm er an der Schlacht am Chassansee teil. 1939 absolvierte er die Militärakademie des Generalstabes der Streitkräfte der UdSSR und befehligte anschließend die Luftstreitkräfte der 7. Armee im Winterkrieg.
Mit Beginn des Großen Vaterländischen Krieges befehligte er die Luftstreitkräfte der 18. Armee. Ab 19. Mai 1942 wurde er an der Nordkaukasusfront eingesetzt. Seit der Aufstellung der 5. Luftarmee war er ihr Kommandeur während des gesamten Krieges. Die 5. Luftarmee nahm unter seiner Führung u. a. an folgenden Schlachten teil: Nordkaukasische Operation, Schlacht von Kursk, Belgorod-Charkower Operation, Schlacht am Dnepr, Kesselschlacht von Tscherkassy, Operation Jassy-Kischinew, Debrecener Operation, Wiener Operation und Prager Operation.
Nach dem Krieg befehligte Gorjunow zunächst weiter die 5. Luftarmee, ab Mai 1946 die 17. Luftarmee und ab April 1949 die 57. Luftarmee. 1956 ging er in den Ruhestand.
Gorjunow starb 1967 fünf Tage vor seinem 68. Geburtstag und wurde neben seiner Frau Alexandra Gorjunowa (1900–1964) auf dem Berkowezkyj-Friedhof in Kiew bestattet.

## Auszeichnungen
Beförderungen
- 19. Februar 1938: KomBrig
- 4. Juni 1940: Generalmajor der Luftwaffe
- 28. Mai 1943: Generalleutnant der Luftwaffe
- 25. März 1944: Generaloberst der Luftwaffe

- Held der Sowjetunion (28. April 1945)
- 2 Leninorden (21. Februar 1945 und 28. April 1945)
- 5 Rotbannerorden (1938, 1940, 1943, 1944, 1948)
- Suworow-Orden I. Klasse (1944)
- Kutusoworden I. Klasse (1944)
- Suworow-Orden II. Klasse (1943)
- Medaille „Für die Verteidigung Sewastopols“
- Medaille „Für die Verteidigung des Kaukasus“
- Medaille „Sieg über Deutschland“
- Medaille „20. Jahrestag des Sieges im Großen Vaterländischen Krieg 1941–1945“
- Medaille „Für die Einnahme Budapests“
- Medaille „Für die Einnahme Wiens“
- Medaille „Für die Befreiung Prags“
- Jubiläumsmedaille „XX Jahre Rote Arbeiter-und-Bauern-Armee“
- Medaille „30 Jahre Sowjetarmee und Flotte“
- Medaille „40 Jahre Streitkräfte der UdSSR“
- weitere Medaillen